# Karl Heinsheimer

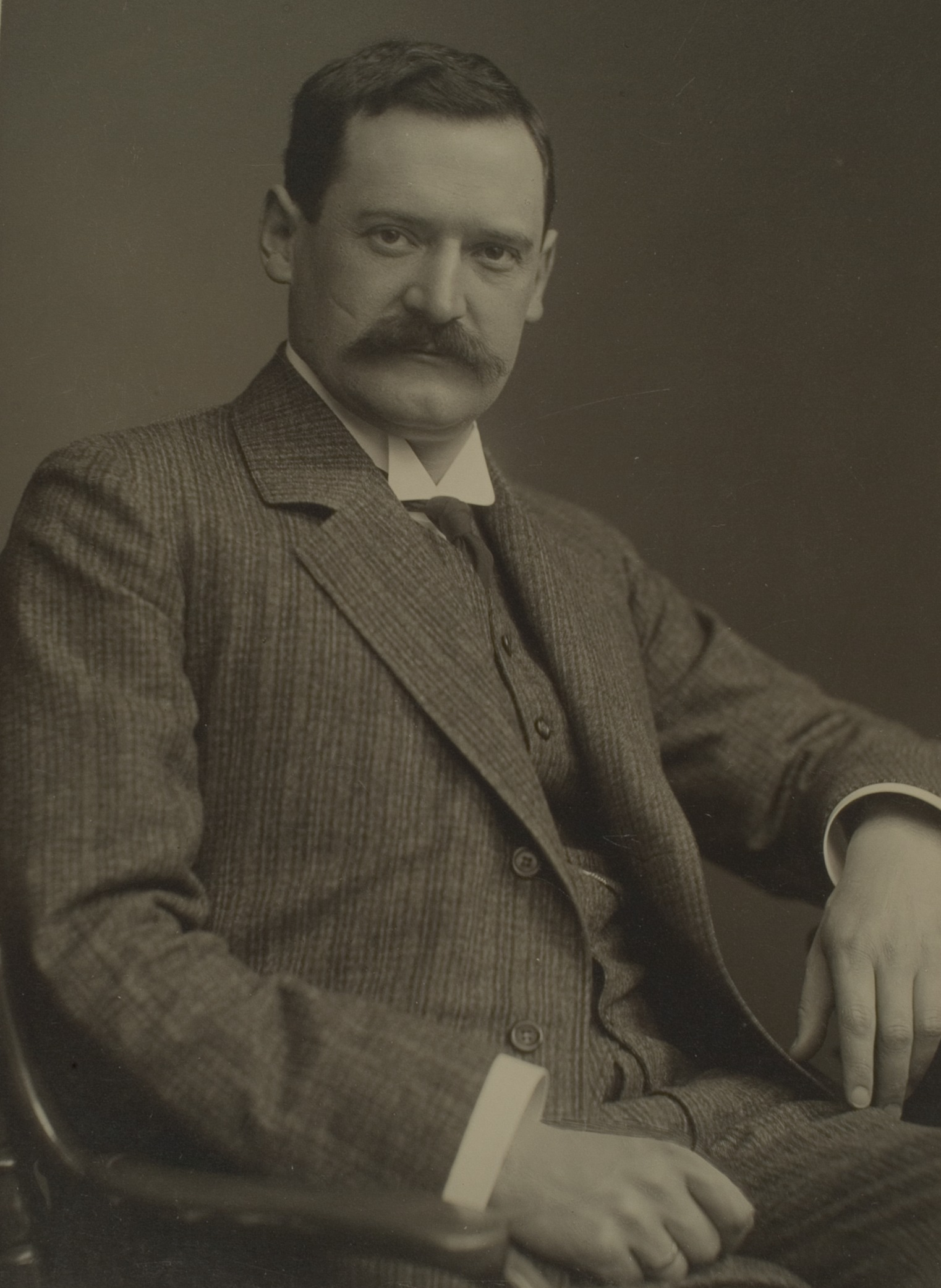
Karl Heinsheimer

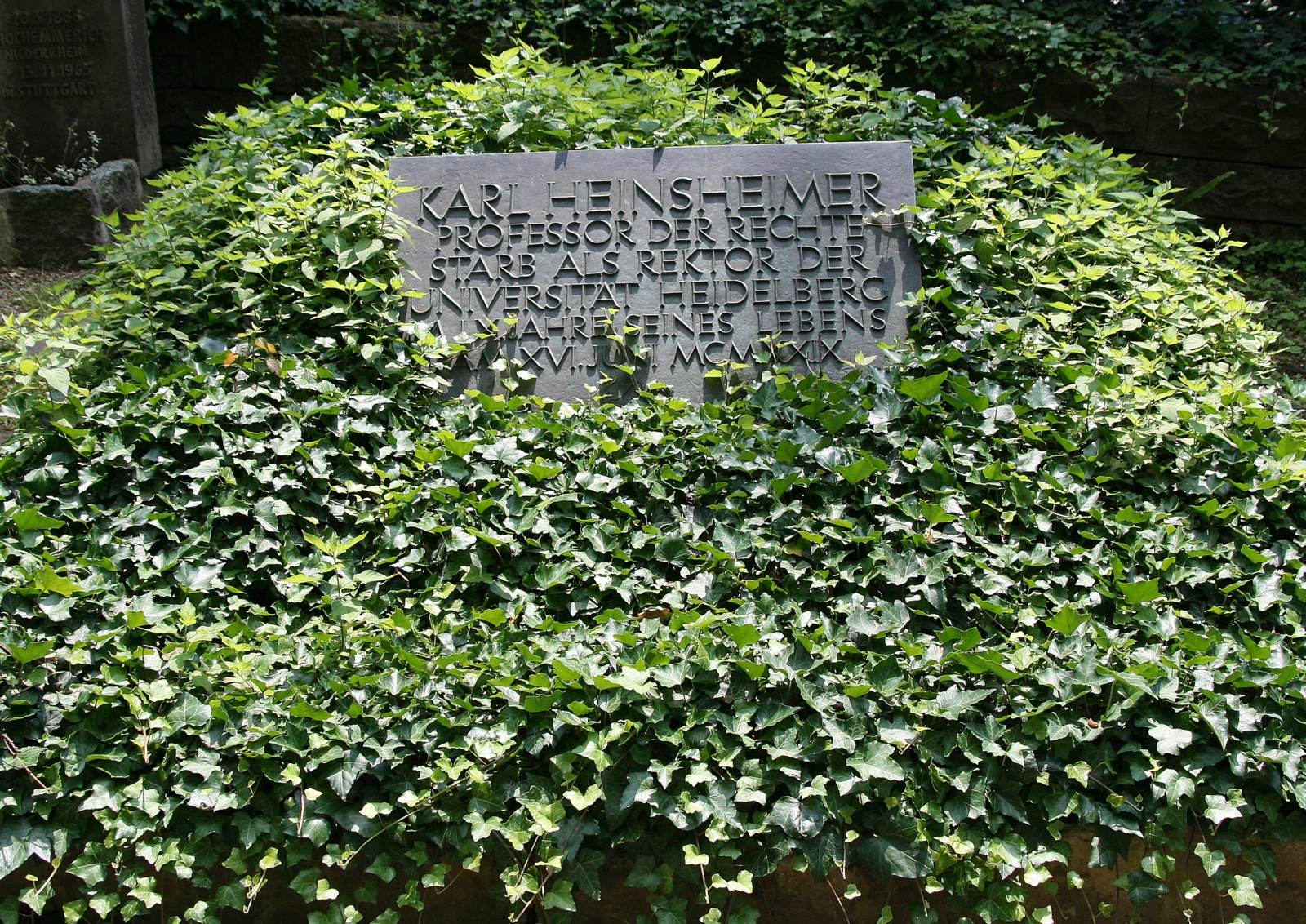
Grabanlage von Karl Heinsheimer auf dem Heidelberger Bergfriedhof in der (Abt. Q)

Karl August Heinsheimer (* 22. Oktober 1869 in Mannheim; † 16. Juni 1929 in Heidelberg) war ein deutscher Jurist.
Karl Heinsheimer ist der Sohn des Großherzoglich Badischen Oberlandesgerichtsrates Max Heinsheimer. Im Jahr 1899 konvertierte Karl Heinsheimer vom Judentum zum evangelisch-lutherischen Bekenntnis. Heinsheimer war verheiratet mit Anna Dreyfus (* 1875; † 1955), einer Tochter des Kaufmanns Max Dreyfus in Karlsruhe und der namhaften Frauenrechtlerin Cäcilie Netter. Das Paar hatte zwei Söhne und eine Tochter.
Heinsheimer begann sein Studium zum Wintersemester 1886/87 und absolvierte es an den Universitäten Lausanne, Straßburg, Berlin, Leipzig und Freiburg. 1891 wurde er in Leipzig promoviert, 1894 absolvierte er das Zweite Staatsexamen. Er arbeitete als Volontär am Bezirksamt in Waldkirch (1890–1894), als Referendar an der Staatsanwaltschaft Freiburg und dem Amtsgericht Mannheim (1894–1896), als Amtsrichter in Mosbach (1896–1899) und als Assessor (1899–1901) bzw. Landgerichtsrat (1901–1907) am Landgericht Heidelberg.
1903 habilitierte sich Heinsheimer an der Ruprecht-Karls-Universität Heidelberg. 1907 erhielt er den Lehrstuhl für Badisches Landesprivatrecht unter Mitvertretung des Bürgerlichen Rechts und des Handelsrechts sowie des Zivilrechts. 1917 gründete er das Seminar für rechtswirtschaftliche und rechtsvergleichende Studien (heute: Institut für ausländisches und internationales Privat- und Wirtschaftsrecht der Universität Heidelberg), dem er bis zu seinem Tod im Jahr 1929 vorstand. 1911/12 sowie 1917/18 war er Dekan der Juristischen Fakultät und von 1927 bis 1929 Rektor der Universität Heidelberg. Er begründete das Sammelwerk Zivilgesetze der Gegenwart, übersetzte und kommentierte den Code civil.

## Hauptwerke
- Typische Prozesse. 1906, 7. Auflage 1927.
- Praktische Übungen im Bürgerlichen Recht. Jena 1909, 5. Auflage 1930.
- Handels- und Wechselrecht. 1924, 3. Auflage 1930.
- Lebendiges Recht. 1928 (Rektoratsrede).
- Rechtsgutachten in Angelegenheiten der Niederfüllbacher Stiftung zu Coburg. Heidelberg 1917.